# Armando Manzo
Armando Manzo Ponce (ur. 16 października 1958 w Meksyku) – meksykański piłkarz występujący na pozycji obrońcy.

## Kariera klubowa
Manzo zawodową karierę rozpoczynał w 1978 roku w klubie Tampico Madero. W sezonie 1978/1979 rozegrał tam 26 spotkań. W 1979 roku odszedł do zespołu CF América. W 1984 roku oraz w 1985 roku zdobył z nim mistrzostwo Meksyku. W 1987 roku zwyciężył z klubem w rozgrywkach Pucharu Mistrzów CONCACAF. W tym samym roku został graczem drużyny Necaxa Aguascalientes. Spędził tam rok. W tym czasie zagrał tam w 31 pojedynkach. W 1988 roku Manzo podpisał kontrakt z Cobras de Ciudad Juárez. Po roku przeniósł się do CF Monterrey, gdzie w 1991 roku zakończył karierę.

## Kariera reprezentacyjna
W reprezentacji Meksyku Manzo zadebiutował 18 marca 1980 roku w wygranym 1:0 towarzyskim meczu z Hondurasem. W 1986 roku został powołany do kadry narodowej na Mistrzostwa Świata. Nie zagrał jednak na nich w żadnym pojedynku. Z tamtego turnieju Meksyk odpadł w ćwierćfinale. W latach 1980–1986 w drużynie narodowej Manzo rozegrał w sumie 38 spotkań i zdobył 1 bramkę.